# Iolanda di Valois
Iolanda di Valois, chiamata anche Iolanda di Francia (o Violante) o più comunemente duchessa Jolanda (Tours, 23 settembre 1434 – Moncrivello, 28 agosto 1478), fu moglie di Amedeo IX di Savoia e quindi duchessa consorte e reggente di Savoia; era figlia di Carlo VII di Valois, re di Francia e di Maria d'Angiò.

## Biografia

### Età giovanile
Figlia dei reali francesi e sorella del futuro re di Francia Luigi XI di Valois, la principessa Iolanda fu promessa in sposa ad Amedeo IX di Savoia (detto il Beato), su volere delle relative famiglie incontratesi presso la corte francese a Tours, quando ella era ancora infante; Iolanda, dunque, crebbe nella consapevolezza che sarebbe divenuta presto duchessa di Savoia.

### Il matrimonio con Amedeo IX di Savoia
Nel 1452 furono celebrate le attese nozze con il giovane Amedeo IX, duca di Savoia conte d'Aosta e principe di Piemonte che presto si rivelò cagionevole, minato dall'epilessia e caratterizzato dall'inettitudine a governare. Iolanda lasciò subito Chambéry alla volta di un clima più favorevole per la salute del marito, trasferendosi con lui a Bourg-en-Bresse. Da qui, lungi dagli intrighi di corte della capitale del ducato, Iolanda visse con iniziale distacco il suo nuovo ruolo di duchessa di Savoia ma imparò presto a governare al posto del marito, sempre più prostrato dalla malattia e dedito ad un crescente misticismo e alla beneficenza.

### La reggenza
Donna dalla spiccata vitalità ed energia, Iolanda seppe amministrare il potere con rara intelligenza e diplomazia, fino a vedersi nominare ufficialmente Reggente dal marito, ormai infermo, nel 1469. Tale nomina scatenò l'ira dei cognati Filippo (detto il Senza Terra), Giacomo di Romont-Vaud e Gianluigi vescovo di Ginevra, che rivendicarono il loro diritto nel partecipare all'esercizio del potere. I maggiori storici concordano con l'affermare che la politica condotta dalla duchessa Iolanda abbia contribuito ad aumentare fortemente l'influenza dei Valois negli affari del Ducato di Savoia; sarebbe stato difficile il contrario, essendo lei una principessa francese. Tuttavia questa considerazione non deve tramutarsi in biasimo o, peggio, nell'attribuzione della sua totale responsabilità dei disordini e delle lotte intestine al ducato, che invece furono l'ineluttabile conseguenza delle avide aspirazioni dei cognati. 
Iolanda, infatti, riuscì a destreggiarsi abilmente, mantenendo salda la sua posizione, nonostante le numerose gravidanze, le incombenze del governo e le faziosità.
Malgrado le innumerevoli avversità, la duchessa non tralasciò di dedicarsi alle arti e alle svariate opere pubbliche. Da donna colta quale era, si avvalse dei maggiori intellettuali dell'epoca, tra cui Perinetto del Pino, a cui commissionò la trascrizione delle antiche Cronache dei principi di Savoia ma Iolanda ebbe cura anche dell'importante aspetto legislativo: facendo pubblicare il nuovo codice delle leggi dello Stato che comprendeva anche le ultime norme volute da Amedeo VIII. Fece inoltre ampliare il castello di Moncalieri, quello di Moncrivello, acquisì nuove terre e in seguito si dedicò a molteplici interventi di pubblica utilità sul territorio: fondò ospizi per i poveri, fece rendere navigabile la Dora Baltea, fece costruire il primo ospedale di Chambéry, il lebbrosario di Conflarns e sovvenzionò l'edificazione di alcuni monasteri nei pressi di Ginevra.
Durante la prigionia del marito Amedeo IX, Iolanda fece nuovamente appello alle sue doti diplomatiche e ottenne l'appoggio militare della Francia di Luigi XI (detto il Prudente), riuscendo a mantenere la reggenza e mitigando le ambiziose mire degli stessi cognati, principi ribelli; a garanzia della pace ritrovata, Iolanda accettò quindi l'istituzione di un Consiglio di reggenza del quale essi potessero far parte. 

Nel 1472, alla morte di Amedeo IX, l'Assemblea dei Tre Stati nominò la duchessa Iolanda tutrice del giovanissimo erede Filiberto dando seguito, quindi, alla reggenza del ducato. Questo nuovo episodio fu accolto con grande contrarietà dal principe Filippo, che tentò una nuova insurrezione civile, ma a cui non vi fu seguito, poiché ad opporsi furono i suoi stessi fratelli e il popolo. Sempre più consapevole dell'importanza di dare un prosieguo certo alla dinastia, Iolanda si dedicò molto all'educazione del principe ereditario, garantendogli l'apporto dei migliori precettori dell'epoca tra cui: Francesco Beroaldo, Francesco Filelfo e Nicolò da Tarso.

### La prigionìa a Rouvres
Dopo un periodo di relativa pace la duchessa Iolanda dovette far fronte alle ambizioni del cugino Carlo I di Borgogna (detto il Temerario). Tradizionalmente, i duchi di Savoia erano alleati della Svizzera, nota all'epoca per la sua notevole forza militare, ma la crescente potenza del duca di Borgogna, lasciava presagire un fruttuoso accordo con lui ed ella, quindi, commise l'imprudenza di allearsi con Carlo il Temerario. Egli accettò di buon grado il suo sostegno militare ma, all'indomani delle sconfitte subite a Grandson e a Morat contro l'enorme esercito di picchieri svizzeri, la fece catturare e imprigionare nel castello di Rouvres, non fidandosi più di lei. Nel frattempo la sconfitta subita ad opera degli Svizzeri costò ai Savoia la perdita del basso Vallese e di una parte del Vaud.
Alla corte francese, intanto, Luigi XI si prese la libertà di suddividere il Ducato di Savoia, rimasto senza governo, nominando come nuovi reggenti i cognati di Iolanda: Gianluigi, a cui fu assegnata la Savoia e l'acerrimo nemico Filippo, a cui venne affidato il Piemonte. Tuttavia i territori del ducato dimostrarono nuovamente la loro fedeltà alla duchessa madre, insorgendo e inviando alcuni loro ambasciatori alla corte di Carlo di Borgogna, per richiedere il rilascio della loro sovrana. Non è dato sapere quanto la fervente partecipazione dei feudatari abbia influito alla liberazione e, comunque, determinante fu il contributo del cognato Gianluigi che, approfittando della scarsa sorveglianza della fortezza di Rouvres, fece liberare Iolanda, ma non prima di costringerla a giurare solennemente di considerarsi nemica del re di Francia Luigi XI, suo fratello.

### Il ritorno in patria
Il ritorno a Chambéry di Iolanda non fu ancora sufficiente a ripristinare la reggenza in tutto il Ducato di Savoia, poiché Filippo non le volle restituire il governo del Piemonte e quindi la duchessa si vide costretta, suo malgrado, a rivolgersi all'aiuto di Galeazzo Maria Sforza, Signore di Milano. Per Iolanda questa si rivelò un'altra scelta imprudente, anche se motivata da un nobile sentimento di rivalsa; per sua fortuna i feudatari e lo stesso clero del ducato sabaudo intuirono le mire espansionistiche dello Sforza, celate dietro l'alleanza ed ebbero il tempo di organizzare una dura rivolta contro il nuovo invasore e contro lo stesso Filippo, che si arrese, restituendo il Piemonte alla battagliera duchessa. Nel 1476 le ostilità si conclusero ufficialmente con il Trattato di Moncalieri che consentì a Iolanda di riottenere la reggenza dell'intero Ducato di Savoia; a suggellare ulteriormente la pace ottenuta contribuirono le nozze dell'undicenne erede Filiberto con Bianca Maria Sforza, secondogenita di Galeazzo Maria.

### La morte
Al riparo dalle minacce di Galeazzo Maria Sforza, che verrà assassinato a tradimento poco tempo dopo, il ducato di Savoia godette di un breve periodo di pace che però terminò il 28 agosto del 1478, quando la duchessa morì nel castello di Moncrivello, all'epoca noto con il toponimo piemontese Montcravel. Rimasto orfano, il tredicenne erede Filiberto fu oggetto di pressioni e di disputa per la reggenza ma anch'egli morì prematuramente, lasciando il governo del ducato al fratello Carlo. 

La salma di Iolanda fu tumulata in una cappella del duomo di Vercelli, accanto al marito Amedeo IX il Beato.

## Matrimonio e discendenza
Dal suo matrimonio con Amedeo IX nacquero dieci figli.
| Nome               | Nascita | Morte | Note |
| ------------------ | ------- | ----- | --- |
| Luigi              | 1453    | 1453  | Figlio primogenito principe di Piemonte ed erede al trono ducale, morto infante. |
| Anna               | 1455    | 1480  | Andata sposa nel 1478 a Federico I, re di Napoli (1452 – 1504). |
| Carlo              | 1456    | 1471  | Principe di Piemonte ed erede al trono ducale, morto quindicenne. |
| Maria              | 1460    | 1511  | Andò sposa nel 1476 a Filippo, margravio di Bade-Hochberg e successivamente a Jacques d'Assay, signore di Plessis. |
| Ludovica (o Luisa) | 1462    | 1503  | Andata sposa nel 1479 a Ugo, principe di Châlons, morta monaca in Orbe il 24 luglio 1503 e beatificata. |
| Filiberto          | 1465    | 1482  | Principe di Piemonte ed erede al trono ducale, divenne duca di Savoia e conte d'Aosta alla morte del padre nel 1474, a soli otto anni ma governò sempre sotto la reggenza della madre. Sposò Bianca Maria Sforza nel 1476 a soli undici anni e, quando nel 1478 rimase orfano, il suo ruolo tornò al centro di dispute. Su consiglio dello zio e re di Francia Luigi XI avrebbe dovuto concedere la reggenza ai parenti prossimi ma morì appena diciassettenne dopo una breve vita di dissolutezza, lasciando il governo al fratello minore Carlo. |
| Bernardo           | 1467    | 1467  | Morto infante. |
| Carlo              | 1468    | 1490  | Principe di Piemonte, divenne duca di Savoia e conte d'Aosta alla morte del fratello Filiberto I. Dopo una breve reggenza ospite dello zio il re di Francia Luigi XI, nel 1483 tornò a Chambéry con l'intenzione di riprendere il governo del ducato e sposò Bianca di Monferrato (1472 – 1519). Governò fino alla morte nel 1490. |
| Giacomo Luigi      | 1470    | 1485  | Conte di Ginevra e marchese di Gex. |
| Gian Claudio       | 1472    | 1472  | Morto infante. |

## Ascendenza
|                      |                 |                                   | Genitori                 |  |  | Nonni |  |  | Bisnonni           |  |  | Trisnonni              |  |
|                      |                 |                                   |                          |  |  |       |  |  | Carlo V di Francia |  |  | Giovanni II di Francia |  |
|                      |                 |                                   |                          |  |  |       |  |  | Carlo V di Francia |  |  | Giovanni II di Francia |  |
|                      |                 | Bona di Lussemburgo               |                          |  |  |       |  |  | Carlo V di Francia |  |  |                        |  |
| Carlo VI di Francia  |                 |                                   |                          |  |  |       |  |  | Carlo V di Francia |  |  |                        |  |
|                      |                 | Giovanna di Borbone               | Pietro I di Borbone      |  |  |       |  |  |                    |  |  |                        |  |
|                      |                 | Giovanna di Borbone               | Pietro I di Borbone      |  |  |       |  |  |                    |  |  |                        |  |
|                      |                 | Giovanna di Borbone               | Isabella di Valois       |  |  |       |  |  |                    |  |  |                        |  |
| Carlo VII di Francia |                 | Giovanna di Borbone               |                          |  |  |       |  |  |                    |  |  |                        |  |
|                      |                 | Stefano III di Baviera-Ingolstadt | Stefano II di Baviera    |  |  |       |  |  |                    |  |  |                        |  |
|                      |                 | Stefano III di Baviera-Ingolstadt | Stefano II di Baviera    |  |  |       |  |  |                    |  |  |                        |  |
|                      |                 | Stefano III di Baviera-Ingolstadt | Isabella di Sicilia      |  |  |       |  |  |                    |  |  |                        |  |
| Isabella di Baviera  |                 | Stefano III di Baviera-Ingolstadt |                          |  |  |       |  |  |                    |  |  |                        |  |
|                      |                 | Taddea Visconti                   | Bernabò Visconti         |  |  |       |  |  |                    |  |  |                        |  |
|                      |                 | Taddea Visconti                   | Bernabò Visconti         |  |  |       |  |  |                    |  |  |                        |  |
|                      |                 | Taddea Visconti                   | Regina della Scala       |  |  |       |  |  |                    |  |  |                        |  |
| Iolanda di Valois    |                 | Taddea Visconti                   |                          |  |  |       |  |  |                    |  |  |                        |  |
|                      | Luigi I d'Angiò | Giovanni II di Francia            |                          |  |  |       |  |  |                    |  |  |                        |  |
|                      | Luigi I d'Angiò | Giovanni II di Francia            |                          |  |  |       |  |  |                    |  |  |                        |  |
|                      | Luigi I d'Angiò | Bona di Lussemburgo               |                          |  |  |       |  |  |                    |  |  |                        |  |
| Luigi II d'Angiò     | Luigi I d'Angiò |                                   |                          |  |  |       |  |  |                    |  |  |                        |  |
|                      |                 | Maria di Blois-Châtillon          | Carlo di Blois-Châtillon |  |  |       |  |  |                    |  |  |                        |  |
|                      |                 | Maria di Blois-Châtillon          | Carlo di Blois-Châtillon |  |  |       |  |  |                    |  |  |                        |  |
|                      |                 | Maria di Blois-Châtillon          | Giovanna di Penthièvre   |  |  |       |  |  |                    |  |  |                        |  |
| Maria d'Angiò        |                 | Maria di Blois-Châtillon          |                          |  |  |       |  |  |                    |  |  |                        |  |
|                      |                 | Giovanni I d'Aragona              | Pietro IV di Aragona     |  |  |       |  |  |                    |  |  |                        |  |
|                      |                 | Giovanni I d'Aragona              | Pietro IV di Aragona     |  |  |       |  |  |                    |  |  |                        |  |
|                      |                 | Giovanni I d'Aragona              | Eleonora di Sicilia      |  |  |       |  |  |                    |  |  |                        |  |
| Iolanda di Aragona   |                 | Giovanni I d'Aragona              |                          |  |  |       |  |  |                    |  |  |                        |  |
|                      |                 | Iolanda di Bar                    | Roberto I di Bar         |  |  |       |  |  |                    |  |  |                        |  |
|                      |                 | Iolanda di Bar                    | Roberto I di Bar         |  |  |       |  |  |                    |  |  |                        |  |
|                      |                 | Iolanda di Bar                    | Maria di Valois          |  |  |       |  |  |                    |  |  |                        |  |
|                      |                 | Iolanda di Bar                    |                          |  |  |       |  |  |                    |  |  |                        |  |